# Biomassa

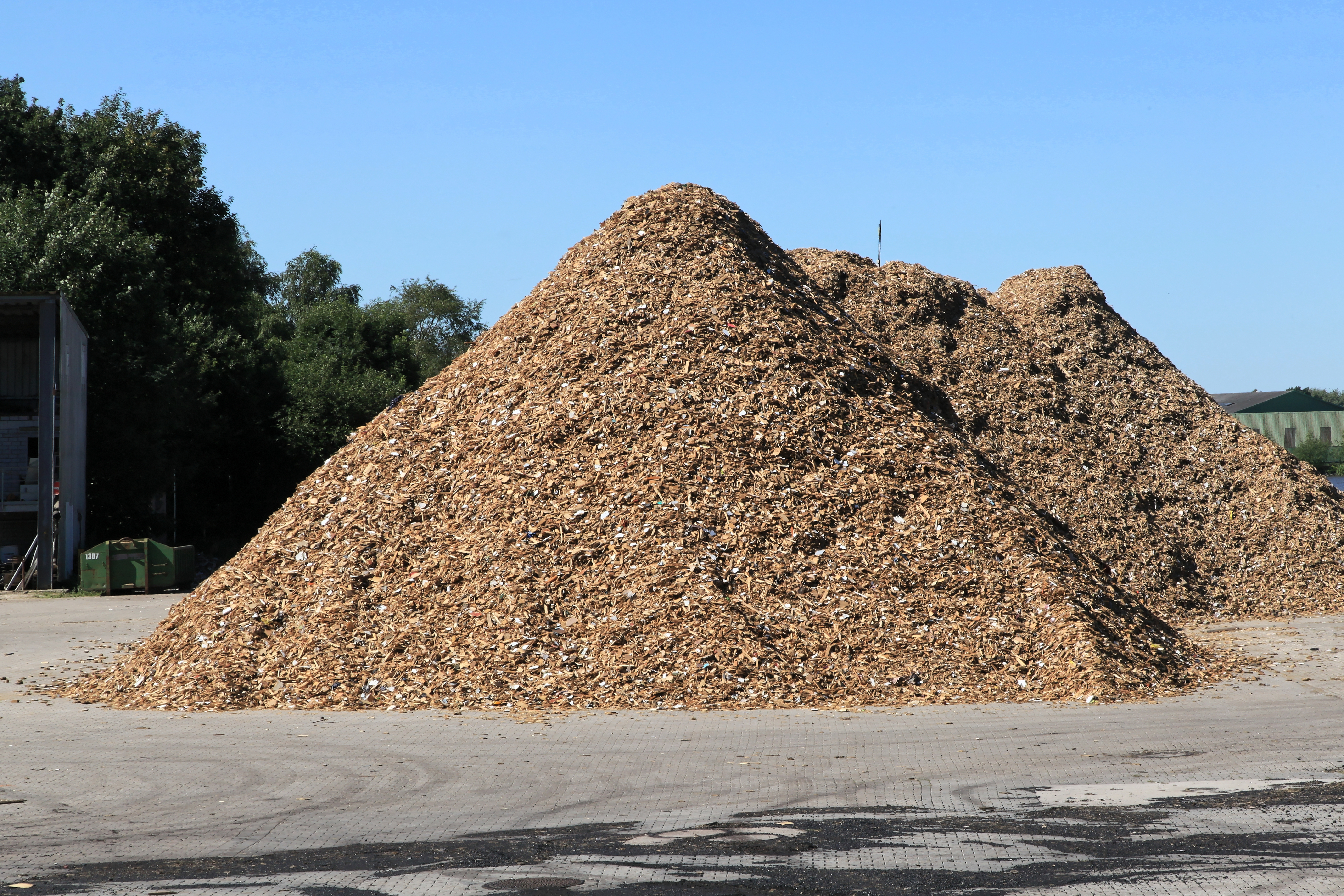
Berg houtsnippers

Biomassa is stof van organische oorsprong, geproduceerd door organismen, waaronder planten en dieren. Stoffen van organische oorsprong die door geologische processen zijn getransformeerd, zoals steenkool, aardgas of krijt, rekent men niet tot de biomassa.
In de biologie is biomassa de som van de massa, en dus het gezamenlijke gewicht, van alle levende organismen in een bepaalde levensgemeenschap. De (primaire) productie als gevolg van plantengroei door fotosynthese, vormt het leeuwendeel van nieuw aangemaakt organisch materiaal of biomassa, in een gegeven ecosysteem, gedurende een bepaalde periode. Deze productie wordt uitgedrukt in een energiewaarde, bijvoorbeeld kilojoules, de hoeveelheid in de geproduceerde biomassa aanwezige energie. 
De mens maakt gebruik van een deel van de biomassa als grondstof. Biomassa kan bijvoorbeeld dienen als voedsel voor mensen en vee, als materiaal voor meubels en woningen, als brandstof voor energieopwekking - zoals houtpellets, maïs, palmolie, en als basis voor productiedoeleinden in de chemische industrie. Daartoe worden gewassen geteeld, onder andere in de akker-, tuin- en bosbouw, maar ook worden dieren gebruikt uit de visserij en de veeteelt.
Biomassa heeft in Europa meer aandacht gekregen vanwege de mogelijke bijdrage aan de energietransitie. In de 'Europese richtlijn ter bevordering van het gebruik van energie uit hernieuwbare bronnen' (Richtlijn 2009/28/EG) wordt de volgende definitie voor biomassa gehanteerd:
„biomassa”: de biologisch afbreekbare fractie van producten, afvalstoffen en residuen van biologische oorsprong uit de landbouw,  met inbegrip van plantaardige en dierlijke stoffen, de bosbouw en aanverwante bedrijfstakken, met inbegrip van de visserij en de aquacultuur, alsmede de biologisch afbreekbare fractie van industrieel en huishoudelijk afval
Biomassa als brandstof werd geacht een grote rol te kunnen spelen bij de energietransitie; dit is in Nederland echter meer en meer omstreden.

## Biomassa als begrip in de biologie
Biomassa is in de natuur het stoffelijke biologische resultaat van  fotosynthese door producenten. Deze biologische productie varieert sterk per ecosysteem, levensgemeenschap en bioom. De producenten op het land zijn vooral landplanten (Embryophyta), in de oceanen zijn het vooral algen.
Onder de biomassa van een levensgemeenschap valt zowel de fytomassa (plantaardig materiaal) als de zoömassa (dierlijk materiaal). Vergeleken met de fytomassa levert de zoömassa slechts een fractie van de totale biomassa. De totale biomassa van de biosfeer is ongeveer 2400 Gt, met ongeveer 1% daarvan dierlijke biomassa. Door de lage temperaturen is de biomassa relatief klein in arctische gebieden en door de lage neerslaghoeveelheden in woestijnen, maar groot in de tropen.
Het bruikbare deel van door agrarische ecosystemen (in de landbouw) geproduceerde biomassa, dient voor verschillende doeleinden. Voor dit economisch bruikbare deel wordt op de markt - als pars pro toto - ook de term 'biomassa' gebruikt.

## Biomassa als grondstof in de economie
Biomassa is een belangrijke grondstof voor voedsel, materiaal en brandstof. Ook ontstaan er steeds meer toepassingen in de chemie.

### Cascadering
Wegens de uiteenlopende economische toepassingen van biomassa, moeten er keuzes worden gemaakt. Een boom kan bijvoorbeeld worden gebruikt om er producten als planken, papier of brandstof van te maken. De efficiëntste en meest duurzame benutting van biomassa is een trapsgewijze benutting van biomassa voor meerdere economische toepassingen na elkaar. Dit is het principe van cascadering. Daarbij wordt steeds voor de toepassing met de economisch hoogst mogelijke toegevoegde waarde gekozen.

### Bio-economie
Internationaal wordt ingezet op een overgang naar een biobased economy: een economie die is gebaseerd op biologische processen en producten, bijvoorbeeld als vervanging van fossiele brandstoffen. Biomassa kan daarnaast dienen als alternatieve grondstof in de chemie, bijvoorbeeld voor de industriële productie van ethanol.

## Soorten biomassa
Er zijn uiteenlopende soorten biomassa met ieder eigen componenten en toepassingen. Biomassa als grondstof wordt ingedeeld in de volgende hoofdcategorieën, vier betreffende planten en algen: en daarnaast dieren/dierproducten en organisch afval: 
- Hout en houtige biomassa: deze vorm van biomassa is meestal niet geschikt voor menselijke consumptie. De hoge hoeveelheid van aanwezige lignocellulose (cellulose, hemicellulose en lignine) maakt dit soort biomassa met name geschikt als grondstof en brandstof. Voorbeelden zijn boomstronken en takken of stro.[7]
- Akkerbouwgewassen: hier gaat het om bijvoorbeeld vruchten, knolgewassen of wortelen. Deze gewassen worden hoofdzakelijk verbouwd voor consumptie maar de suikers, zetmeel, oliën en eiwitten die met bioraffinage uit de gewassen gewonnen kunnen worden kunnen ook ingezet worden in de bio-chemie.[7]
- Groene biomassa: hiertoe behoren onder meer gras, bladeren, stengels en bietenloof. Naast het huidige gebruik als veevoer en bodemverbeteraar kan deze vanwege het gehalte aan eiwit, cellulose, hemicellulose en lignine gebruikt worden voor uiteenlopende toepassingen.[7]
- Algen: deze bevatten een groot aantal waardevolle componenten zoals oliën, vetzuren, eiwitten en suiker. Hiermee kunnen onder meer biobrandstoffen, veevoer en chemicaliën vervaardigd worden.[7]
- Dieren uit veeteelt, visserij of jacht: deze vorm van biomassa dient met name de menselijke consumptie, maar sommige producten zoals vetten  worden aangewend voor andere doeleinden, waaronder energieproductie.
- Afvalstromen: bij deze biomassa gaat het om organische afvalstromen van huishoudens en de industrie.

## Productie van biomassa
Het Joint Research Centre (JRC) van de Europese Unie onderzoekt de biomassastromen binnen Europa. Voor 2015 werd vastgesteld dat er 1 miljard ton biomassa (gewicht in droge equivalenten) in de EU werd geproduceerd. Daarin onderscheidt het JRC de volgende biomassa-bronnen:
- akkerbouw (52% van de geproduceerde biomassa)
- bosbouw (27%)
- begrazing door vee (12%)
- bijproduct van landbouw (10%)
- visserij en aquacultuur (< 1%)

Daarnaast wordt er ook veel gebruik gemaakt van reststromen.

## Gebruik van biomassa
Biomassa wordt onder andere gebruikt als voedselgewas, als grondstof voor meubels, bouwwerken en papier en in de petrochemie als vervanging van olie, om chemische intermediairen aan te maken. Deze kunnen dan gebruikt worden om bioplastics, gewasbeschermingsmiddelen, additieven voor veevoeding en cosmetica te maken. Daarnaast kan biomassa gebruikt worden als brandstof voor energieopwekking (elektriciteit, warmte).
Via cascadering van het grondstofgebruik wordt er naar gestreefd dat telkens de meest waardevolle economische toepassing als eerste plaatsvindt.
De verdeling van biomassa over de verschillende toepassingen was in 2015 in Europa als volgt:
- veevoer: 43%
- voedsel voor mensen: 9%
- materiaal: 24%
- energie: 23%
- overig (o.a. chemie) 1%

### Biomassa als voedsel
De mens consumeert zowel plantaardig als dierlijk voedsel. Daarbij wordt ook biomassa geproduceerd als voedsel voor vee. In 2015 werd 43% van de gebruikte biomassa in de EU ingezet als veevoer en 9% als (plantaardig) voedsel voor mensen.

### Biomassa als materiaal
Biomassa wordt gebruikt voor de productie van uiteenlopende materialen en producten. Dit varieert van kleding en meubels tot gebouwen en papier. In 2015 werd 24% van de gebruikte biomassa in de EU ingezet voor het gebruik als materiaal.

### Biomassa in de chemie
Door middel van processen als bioraffinage kunnen meerdere bestanddelen (fracties) uit de biomassa worden gewonnen.

### Biomassa voor energieopwekking
De meeste biomassa kan door middel van verbranding worden omgezet in energie. De toepassingen van deze energie zijn opwekking van warmte, elektriciteit of aandrijving van vervoersmiddelen. In 2019 bestond 5% van het totale energieverbruik in Nederland uit door biomassa opgewekte energie. Daarmee vormde het 58% van het totale aandeel hernieuwbare energie (8,6%) in 2019.  In 2015 werd 23% van de gebruikte biomassa in de EU ingezet voor energieopwekking.
Voorbeelden van biomassa ten behoeve van energieopwekking zijn  houtpellets, suikerriet, maïs, koolzaadolie, palmolie en dierlijke vetten.
De biomassa kan op diverse manieren worden verwerkt: thermochemisch, biologisch, fysisch of chemisch, waarbij bijvoorbeeld sprake is van een omzetting naar een gas of een vloeibare brandstof. Er worden diverse omzettingsprocessen gebruikt om biomassa makkelijker bruikbaar te maken. Voorbeelden zijn de techniek om een gasmengsel van syngas (koolstofmonoxide (CO) en waterstof (H2)) om te zetten in vloeibare brandstof: de Fischer-Tropsch synthese; de techniek om bij hoge temperatuur en hoge druk olie te maken: hydrothermal upgrading; het zodanig verhitten dat er gas - via pyrolyse - of een soort steenkool - via torrefactie - ontstaat; en de omzetting met micro-organismen tot methaan of andere producten via vergisting/fermentatie.
Het Centraal Bureau voor de Statistiek onderscheidt de volgende soorten verbruik van biomassa voor energietoepassingen in Nederland:
- afvalverbrandingsinstallaties: verbranding van ongescheiden papier en karton, hout, gft-afval
- bij- en meestoken biomassa in energiecentrales
- biomassa huishoudens: verbranding in openhaarden, inzethaarden, houtkachels, pelletkachels, houtskoolverbruik
- biomassaketels bedrijven: opwekking elektriciteit, warmte
- biogas: afkomstig uit stortplaatsen, rioolwaterzuiveringsinstallaties, co-vergisting van mest, overig
- vloeibare biobrandstof (biobenzine, biodiesel)

#### Brandstof in energiecentrales
Verschillende Nederlandse kolencentrales voegen een deel biomassa toe in hun brandstof, bijvoorbeeld door houtkorrels aan de kolen toe te voegen. Deze biomassa is voor het grootste deel afkomstig uit het buitenland. Dankzij het bijstoken van biomassa wordt het gebruik van kolen teruggedrongen en geldt de elektriciteitsproductie deels als CO2-neutraal. Sinds 2003 kan er subsidie worden aangevraagd voor biomassa bijstook, na 2024 vervalt deze mogelijkheid. In het energieakkoord uit 2013 werd een belangrijke rol toegedicht aan het meestoken van biomassa, voor het behalen van de in dit akkoord gestelde doelen voor het aandeel 'hernieuwbaar opgewekte energie' (14% in 2020, 16% in 2023). Hier staat tegenover dat de gebruikte biomassa aan de strengste duurzaamheidseisen moet voldoen. Over het bijmengen bestaat maatschappelijke discussie, omdat de subsidies kolencentrales open zouden houden en er twijfels bestaan over de duurzaamheid. Met de Wet verbod op kolen bij elektriciteitsproductie spoort de overheid energieproducenten aan om de kolencentrales volledig om te bouwen tot biomassacentrales, zoals RWE van plan is met haar Amercentrale.
Naast de biomassa-bijstook zijn er enkele kleinere biomassa-centrales die alleen op lokaal gewonnen biomassa gestookt worden. Een voorbeeld van een biomassacentrale in Nederland is Biomassa Energiecentrale Sittard. In Cuijk staat een kleine centrale waar houtsnippers verbrand worden.
Ook wordt in afvalverbrandingsinstallaties niet gescheiden ingezameld papier en karton verbrand voor energieopwekking. Gft-afval, dat een vorm van natte biomassa is, heeft bij verbranding een laag energierendement.

Nederland telt 42 grotere biomassa-installaties en -centrales. Anno 2019 zijn nog eens twintig centrales gepland.
In België is NPG Energy de grootste energieproducent middels biomassaverbranding.

#### Brandstof voor transport
Er wordt wel gesproken van biobrandstof van de tweede of derde generatie. Dat komt door de problemen die biobrandstof van de eerste generatie oplevert, zoals schade aan het oerwoud, lokaal verlies aan biodiversiteit, of zeer omvangrijk grondgebruik en waterverbruik. 1 kg droge stof vergt gemiddeld 2000 tot 5000 liter water. De nieuwe veerboot naar Texel moest op biodiesel varen. Om dat lokaal te produceren zou het halve eiland Texel altijd koolzaadakker moeten worden.
- Eerste generatie: hout, suikerriet, maïs, palmolie, koolzaadolie, rechtstreeks uit gewas afgeleide biomassa
- Tweede generatie: geraffineerde biodiesel of alcohol, met een chemisch proces uit biomassa geproduceerde stoffen, gebruikt frituurvet, dierlijk vet
- Derde generatie: biomassa die door speciaal geprepareerde organismen wordt voortgebracht, zoals algen die voor meer dan 30% uit olie kunnen bestaan.

Alhoewel algen volgens velen (een deel van) de oplossing kunnen zijn voor de wereldwijde vraag naar biomassa en energie, is er nog jaren onderzoek nodig om algen rendabel en duurzaam te telen op grote schaal.

## Effect gebruik biomassa op natuur, milieu, gezondheid en voedselvoorziening
Biomassa is een hernieuwbare grondstof. Dit houdt in dat ze steeds binnen relatief korte termijn kan worden aangevuld, en niet op termijn raakt uitgeput. De duurzaamheid van biomassa hangt af van de methode van productie en gebruik, en de daarvoor geldende normen. De productie van biomassa heeft ruimte (grond) nodig. Vanwege de beperkte beschikbaarheid van grond, kunnen conflicten ontstaan tussen verschillende vormen van grondgebruik. Het menselijke gebruik van biomassa voor verschillende toepassingen kan derhalve tot complexe afwegingen leiden, met economie en welvaart, milieuvervuiling en klimaat, natuur en biodiversiteit, gezondheid, voedsel en energievoorziening als leidende factoren.

#### Voedselverdrukking
Een stuk vruchtbare grond kan gebruikt worden voor de teelt van voedselgewassen, maar ook voor katoenplanten, een productiebos of een oliepalmplantage. De toenemende vraag naar enerzijds voedsel door een groeiende wereldbevolking en anderzijds naar biomassa voor andere toepassingen, dwingt tot het maken van keuzes. In hoeverre grootschalig gebruik van biomassa de voedselproductie in het gedrang brengt, is onderwerp van intens onderzoek. Mogelijk heeft de concurrentie tussen food en fuel de voedselprijzen al doen stijgen.

#### Natuur
Het toenemend gebruik van biomassa kan de biodiversiteit schaden. Een akker of een productiebos is eentoniger, en kan daarmee een beperktere diversiteit aan organismen herbergen dan een ongerept biotoop. De groeiende vraag naar grond voor biomassaproductie kan leiden tot ontbossing en verwoestijning. Het modelleren van deze effecten is complex.

### Milieuvervuiling, gezondheid en klimaat
De verbranding van biomassa in vaste, vloeibare of gasvorm leidt tot de uitstoot van stoffen zoals broeikasgassen. Hoe deze uitstoot zich verhoudt tot die van fossiele brandstoffen, zowel wat betreft het effect op het klimaat als op de luchtkwaliteit, is onderwerp van debat.

##### De koolstofkringloop
Biomassa bevat koolstof, dat door de plant (boom) tijdens de groei aan de omgeving is onttrokken. Door verbranding of biologische afbraak kunnen deze koolstoffen weer vrijkomen in de atmosfeer. Deze korte koolstofkringloop vormt de basis voor het -  onder voorwaarden - aanmerken van biomassa als duurzame brandstof, door onder meer de Europese Unie.
Bij de verbranding van biomassa komt CO2 vrij. Daarbij gaat het om CO2 die relatief recent door planten (bomen) aan de aardatmosfeer is onttrokken, middels fotosynthese. Afgezien van de energie die is gemoeid met het transport van het materiaal en het bouwen van de verbrandingsovens, is dit een vrijwel CO2-neutraal proces. Dat is een groot verschil met de verbranding van fossiele brandstoffen, waarbij CO2 vrijkomt die zo lang was opgeslagen dat ze feitelijk geen deel meer uitmaakte van de CO2-kringloop binnen het systeem aarde. In combinatie met de - nog niet winstgevend toepasbare - CO2-afvang en -opslag zouden zelfs 'negatieve emissies' gerealiseerd kunnen worden (BECCS). Gebruik van biomassa voor verbranding is echter enkel duurzaam als het hout uit duurzaam beheerd bos komt, en niet uit ontbossing. Er is te weinig (duurzaam beheerd) bos op aarde aanwezig om fossiele brandstof volledig te kunnen vervangen door biomassa. Biomassa als grondstof in de petrochemie of voor meubels en gebouwen houdt CO2 langer vast dan gebruik voor verbranding. Bij prioritair gebruik van deze toepassingen is er sprake van cascadering.

##### Luchtvervuiling
Bij de verbranding van biomassa komen verschillende schadelijke stoffen vrij: stikstofoxiden, vluchtige organische stoffen, fijnstof, koolmonoxide, polycyclische aromatische koolwaterstoffen, zware metalen, dioxines... Voor miljarden mensen stelt biomassarook in huis een enorm gezondheidsprobleem. Maar ook moderne hout- en pelletkachels stoten op al deze punten een pak meer uit dan aardgasketels. In de EU is verwarming met biomassa voor meer dan 40% van het totale fijnstof (PM2,5). Op het vlak van elektriciteitsproductie lozen biomassacentrales ettelijke keren meer van deze vervuilende stoffen dan andere thermaal aangedreven centrales (nucleair, aardgas en zelfs kolen). De uitlaat van voertuigen met een biobrandstofmotor is niet schoner dan een benzine- of dieselmotor.

##### Roet
Bij het verbranden van biomassa komt roet vrij als black carbon en brown carbon. Deze deeltjes absorberen licht en zorgen voor een opwarmend effect dat recent op gelijke voet is gesteld met dat van de fossiele koolstofuitstoot.

## Overheidsbeleid

### Nederland
Nederland heeft in het klimaatakkoord een hoofdstuk gewijd aan biomassa. Daarin wordt gesteld dat de inzet van duurzame biomassa noodzakelijk is voor de verduurzaming van de economie en het realiseren van de klimaatopgave. Daarbij wordt gestreefd naar een zo hoogwaardig mogelijke toepassing. De beschikbaarheid en mogelijke toepassingen van duurzame biomassa worden in kaart gebracht door onder andere het Planbureau voor de Leefomgeving.

### België
Verbranden van biomassa heeft vanaf omstreeks 2010 op verschillende manieren ondersteuning en subsidies verkregen, voor zowel warmte, elektriciteit als transport. Met 'Groenewarmtetenders' werden investeringen in "groene warmte" tot 65% of 1 miljoen euro gesubsidieerd. Om de zes maanden was er een ronde waar investeerders hun project kunnen indienen. Via 'Groenestroomcertificaten' werden inkomsten van biomassacentrales uit elektriciteitsverkoop tien jaar lang aangevuld (minimale waarde: 90 euro/MWh). De marktprijs van de certificaten kon nog hoger liggen dan deze minimumsteun. Ook bijstook in kolencentrales kwam in aanmerking. Ook kwamen er 'Warmtekrachtcertificaten' omdat een deel van de installaties voor kwalitatieve warmtekrachtkoppeling werkt op biomassa. Sinds 2006 krijgen ze hiervoor deze certificaten. De minimumprijs bedraagt 31 euro/MWh, is cumuleerbaar met groenestroomcertificaten en geldt gedurende tien jaar. Biodiesel en bio-ethanol genieten sedert 2009 van verplichte bijmenging aan de pomp (eerst 4% en sinds 2010 5,75%). Er zijn ook accijnsvrije productiequota die door aanbesteding zijn toegewezen (nog zeker tot 2019).